# Яковлев, Яков Аркадьевич
Я́ков Арка́дьевич Я́ковлев (настоящая фамилия — Эпште́йн; 21 июня 1896 — 29 июля 1938) — советский государственный и политический деятель, участник революционного движения в России. Академик ВАСХНИЛ (1935).

## Биография
Родился 9 (21 июня) 1896 года в Белостоке (ныне Польша) в семье мелкого служащего (по другим источникам учителя) Арона-Лейба Ицко-Лейзеровича Эпштейна. Мать — Надежда Соломоновна Эпштейн (урождённая Нехама Шлёмовна Соловейчик, 1875—1943). Зарабатывая уроками, получил возможность учиться — сначала в реальном училище, затем в Петроградском политехническом институте (не окончил).
В 1913 году вступил в РСДРП, большевик.
Во время Первой мировой войны вёл партийную работу в рабочих кружках в Петрограде. Накануне Февральской революции был арестован за участие в демонстрации у Казанского собора. После Февральской революции вёл в Петрограде работу по организации рабочей милиции и солдатских комитетов; затем был командирован в Екатеринослав, где работал в качестве секретаря партийного комитета и члена президиума горсовета. Яковлев некоторое время состоял председателем Владимирского губисполкома и секретарём Московского облбюро металлистов (с апреля 1918 года).
Один из организаторов вооружённого восстания в Харькове 2 января 1919 года, возглавлял большевистский ревком (Красная Армия вошла в город 3 января).
- В январе — июле 1919 года председатель Екатеринославского губкома КП(б) Украины.
- Июль — август 1919 года председатель губернского комитета КП(б) Украины в Киеве.
- С августа 1919 года начальник политотдела 14-й армии.
- В октябре — ноябре 1919 года пред. Владимирского губисполкома.
- С декабря 1919 года член Бюро ЦК КП(б) Украины, в январе-ноябре 1920 года председатель Харьковского губкома партии, где был одним из инициаторов организации комитетов незаможных крестьян («комнезамов»). Одновременно в апреле-ноябре 1920 года член Оргбюро и Политбюро ЦК КП(б) Украины.
- В 1920—1921 годах член Главполитпросвета Наркомата просвещения РСФСР.
- В 1922—1924 годах работал в аппарате ЦК РКП(б): зам. зав., зав. подотделом печати агитпропотдела − 1922—1923 годах, член редколлегии журнала «Красная новь».
- В 1923 году организовал «Крестьянскую газету» — 1923—1929 годах её главный редактор и одновременно газеты «Беднота» — 1924—1928 годах. Занимал пост заведующего отделом антирелигиозной литературы в центральном совете союза воинствующих безбожников. Одновременно в течение ряда лет состоял председателем Всесоюзного совета колхозов, принимал участие в комиссии по работе в деревне и ряде других комиссий.
- В 1924—1930 годах член ЦКК ВКП(б); в 1926—1927 годах кандидат в члены, в 1927—1930 годах член Президиума ЦКК.
- Делегат 8—17-го съездов партии; на 13—15-м съездах избирался членом ЦКК, а на 16—17-м — членом ЦК ВКП(б). С 1926 года зам. наркома РКИ.
- 8.12.1929 назначен народным комиссаром земледелия СССР, возглавив новообразованный Наркомзем СССР. Одновременно с февраля 1931 года председатель Всесоюзного совета с-х. коллективов СССР («Колхозцентр»). На июньском пленуме ЦК ВКП(б) Яковлев раскритиковал широко применявшийся в 1930 году конвейерный метод уборки хлеба, который поддерживал Тихон Юркин[3]. В итоге в 1931 году от конвейерного метода отказались в пользу традиционного скирдования. Однако голод 1932—1933 годов пришёлся именно на руководство Яковлева.
- С 10.4.1934 года зав. сельскохозяйственным отделом ЦК ВКП(б). С октября 1936 1-й зам. пред. Комитета партийного контроля при ЦК ВКП(б). С 16.1.1937 возглавлял комиссию по проверке результатов переписи населения — (группа «содействия и проверки работы ЦУНХУ по Всесоюзной переписи населения»).
- С 27 июля по 8 августа 1937 года исполнял обязанности 1-го секретаря ЦК КП(б) Беларуси.
- 12.10.1937 Арестован. В момент ареста зав. сельхозотделом ЦК ВКП(б), проживал в Москве: ул. Грановского, д. 3, кв. 81. Вместе с ним арестована жена Софья Соколовская (директор «Мосфильма»).
- По приговору ВКВС СССР 29.7.1938 по обвинению в участии в контрреволюционной террористической организации расстрелян.

Реабилитирован 5 января 1957 года. Братья: Давид (1898—1985) и Илья (последний также репрессирован и расстрелян в 1938 году).

## Литературные работы
- «Деревня как она есть» (М., 1924), «Наша деревня» (М., 1924) — о вопросах развивающегося расслоения в деревне.
- Брошюры «Об ошибках хлебофуражного баланса ЦСУ и его истолкователей» (М., 1924), «К вопросу о социалистическом переустройстве сельского хозяйства» (Материалы исследования НКРКИ СССР Л.-М., 1928), «За колхозы» (М.-Л., 1928). «О колхозном строительстве» М.-Л. 1931, «Об укреплении колхозов» М. 1933
- Работы «О пролетарской культуре и о Пролеткульте». («Правда», 1922, 24-25 октября). Совместно с М. Н. Покровским: «Рабочее движение в 1917 году», «Крестьянское движение в 1917 году», «Разложение армии в 1917 году», «Всероссийское совещание советов» и др.

## Современники о Яковлеве
- «Генеральная линия» Яковлева долго состояла в том, что он служил начальству, но подмигивал оппозиции. Подмигивание он прекратил, когда понял, что дело серьёзно, и что для ответственного поста начальство требует не только руки, но и сердца. Яковлев стал наркомземом. В качестве такового он представил к XVI-му съезду тезисы о колхозном движении…

…то сегодня, в качестве наркомзема, он берется «ликвидировать кулачество, как класс» в процессе двух или трех посевных кампаний. Впрочем, — это было вчера: сегодня Яковлев выражается в тезисах гораздо загадочнее. И такого рода господа, ничего не способные серьёзно продумать, ещё менее способные что-либо предвидеть, обвиняют оппозицию в «бессовестности» и на основании этого обвинения арестовывают, ссылают и даже расстреливают. Два года тому назад — за то, что оппозиция толкала их на путь индустриализации и коллективизации; сегодня за то, что она удерживает коллективизаторов от авантюризма.
Вот она, чистая культура чиновничьего авантюризма! (Бюллетень Оппозиции (большевиков-ленинцев) № 12—13, Июнь — Июль — 1930) 
- В одной из своих книг, Вадим Кожинов, ссылаясь на воспоминания Н. С. Хрущёва, указывал на то, что, Яковлев был охарактеризован Мехлисом, как человек, которому еврейское происхождение мешало понимать русских в некоторых бытовых вопросах (Яковлев в своём выступлении ругал Хрущёва за то, что его все называют Никитой Сергеевичем)[5].

## Вклад
Возглавлял комиссию Политбюро ЦК ВКП(б) по вопросам коллективизации, разработавшую график коллективизации, утверждённый 5 января 1930 года.
Способы проведения коллективизации, за которую он был ответственен как Наркомзем СССР, зимой-весной 1930 имеют аналогичные его предыдущей практике черты: использование комбедов, закрытие церквей и т. п.
«Выдвинул» Лысенко.